# Спецэффект

Три объединённых скриншота, демонстрирующие процесс обработки исходного кадра (снизу) из кинофильма «Пираты Карибского моря: Сундук мертвеца» с использованием спецэффектов для получения эффекта, представленного на верхнем кадре.

Спецэффе́кт, специа́льный эффе́кт (англ. special effect) — технологии кинематографа и телевидения, создающие выразительные и достоверные экранные изображения, трудно достижимые в реальной жизни или невозможные вовсе. К спецэффектам также относят оптические иллюзии и трюки, позволяющие создавать виртуальный мир в индустрии видеоигр и симуляторов.
В западном кинематографе спецэффекты условно разделяют на две основные группы — визуальные и механические. К визуальным относятся комбинированные съёмки, а также компьютерная графика. Механические (физические) спецэффекты — это обработка объектов перед их съёмкой. Сюда относится пиротехника, механизированный реквизит (аниматроника) и специальный грим. Кроме того, физическими спецэффектами считается имитация атмосферных явлений, таких как ветер, туман, дождь, снег и прочее.

## Практические спецэффекты
- Аниматроника. Применяется, когда необходимо создать сложный макет, покадровая съемка которого невозможна. Робот-аниматроник — это модель, запрограммированная на все необходимые движения, включая мимику. Скелет и сервомоторы, управляющие моделью, скрыты под искусственной кожей.
- Пиротехника. Всевозможные взрывы, задымления и возгорания создаются на съемочной площадке под строгим контролем специалистов.
- Специальный грим. Применяется для превращения актёров в различных чудовищ (оборотни, вампиры и т. п.), а также для показа ранений и других необычных изменений внешности.
- Искусственные атмосферные явления. Снег создают из полимерного порошка, иней из специальной пудры, пепел из серой измельчённой целлюлозной бумаги. Также создают искусственные лёд, туман, и так далее.

## Изменение темпа движения
- Ускоренная киносъёмка или «рапид». Ускоренная съёмка применяется для замедления движения на экране. Такой эффект бывает нужен для создания нереальной атмосферы: например сна персонажа фильма или имитации невесомости. При создании спецэффектов ускоренная съёмка применяется для придания достоверности в случае использования уменьшенных макетов. В этом случае движение выглядит на экране достоверным, несмотря на небольшие размеры макета[1]. Таким способом снимались, например, некоторые эпизоды фильма-катастрофы «Экипаж».
- Замедленная киносъёмка, или «ускоренное воспроизведение». Эффект, обратный рапиду — съемка ведётся на меньшей скорости, а затем прокручивается в нормальном или ускоренном темпе. Незначительное ускорение используется в сценах поединков, когда надо снять стремительные движения, которые актёры просто не успевали бы выполнять. Сильное ускорение может использоваться для создания комического эффекта или для отражения больших отрезков времени (например, сцена уборки в фильме «Реквием по мечте»).
- Обратная съёмка — кинотрюк, заставляющий объекты двигаться на экране в направлении, обратном тому, которое было во время съёмки. Достигается движением киноплёнки в камере в обратном направлении. К приёму прибегают для достижения комического эффекта или для упрощения каких-либо действий. Например, когда нужно снять человека, запрыгивающего куда-то вверх, проще снять прыжок вниз. Примеры такой съёмки часто встречаются во многих художественных фильмах, например эпизод поедания сосисок персонажем Александра Калягина в картине «Здравствуйте, я ваша тётя!».

Создание Железного человека для фильма «Мстители»

## Компьютерная графика
- Генерация декораций методами компьютерной графики — см. Хромакей.
- Компьютерная анимация — расплывание жидкого терминатора в фильме «Терминатор-2».
- Замена реального актёра его компьютерным изображением — известна по фильмам «Терминатор-2» (жидкометаллический терминатор) и «Пираты Карибского моря: Сундук мертвеца» (капитан Дейви Джонс).

## Фильмы, построенные на использовании спецэффектов
- 1896 — Замок дьявола
- 1902 — Путешествие на Луну
- 1927 — Метрополис
- 1933 — Кинг-конг
- 1935 — Новый Гулливер (СССР)
- 1938 — Руслан и Людмила (СССР)
- 1939 — Золотой ключик (СССР)
- 1940 — Багдадский вор
- 1953 — Война миров
- 1954 — Годзилла
- 1957 — Дорога к звёздам (СССР)
- 1961 — Планета бурь (СССР)
- 1963 — Птицы / The Birds
- 1963 — Ясон и аргонавты / Jason and the Argonauts
- 1967 — Вий (СССР)
- 1968 — Космическая одиссея 2001 года / 2001: A Space Odyssey
- 1973 — Изгоняющий дьявола / The Exorcist
- 1973 — Мир Дикого Запада / West world — первое использование компьютерной обработки изображения в кино
- 1976 — Кинг Конг / King Kong
- 1976 — Супермен / Superman
- 1977 — Звёздные войны. Эпизод IV: Новая надежда / Star Wars
- 1979 — Экипаж (СССР)
- 1982 — Трон / Tron — первое использование трехмерной графики в кино
- 1984 — Амадей / Amadeus
- 1984 — Терминатор / The Terminator
- 1984 — Человек-невидимка (СССР)
- 1985 — Молодой Шерлок Холмс
- 1987 — Кто подставил кролика Роджера / Who Framed Roger Rabbit — частично анимационный
- 1989 — Бездна / The Abyss
- 1991 — Терминатор 2: Судный день / Terminator 2: Judgement Day
- 1993 — Парк юрского периода / Jurassic Park
- 1994 — Маска / Mask
- 1995 — История игрушек / Toy Story — первый трехмерный анимационный фильм
- 1996 — День независимости / Independence Day
- 1997 — Титаник / Titanic
- 1998 — Куда приводят мечты / What Dreams May Come
- 1999 — Матрица / The Matrix
- 2001 — Последняя фантазия: Духи внутри / Final Fantasy: The Spirits Within — анимационный
- 2001 — Пёрл-Харбор / Pearl Harbor
- Властелин колец (кинотрилогия):
  - 2001 — Властелин колец: Братство Кольца / The Lord of the Rings: The Fellowship of the Ring
  - 2002 — Властелин колец: Две крепости / The Lord of the Rings: The Two Towers
  - 2003 — Властелин колец: Возвращение короля / The Lord of the Rings: The Return of the King
- 2003 — Халк / Hulk
- 2003 — Дети шпионов 3: Игра окончена / Spy Kids 3-D: Game Over
- 2004 — Ночной Дозор (Россия)
- 2004 — Послезавтра / The Day After Tomorrow
- 2004 — Человек-паук 2 / Spider-man 2
- 2004 — Небесный Капитан и мир будущего / Sky Captain and the World of Tomorrow
- 2007 — Трансформеры / Transformers
- 2007 — Гарри Поттер и Орден феникса / Harry Potter and the Order of the Phoenix
- 2008 — Железный человек / Iron Man
- 2008 — Спиди-гонщик / Speed Racer
- 2009 — 2012 / 2012
- 2009 — Аватар / Avatar
- 2010 — Тёмный мир (Россия)
- 2012 — Мстители / Avengers
- 2012 — Жизнь Пи / Life of Pi
- 2013 — Гравитация / Gravity
- 2014 — Стражи Галактики / Guardians of the Galaxy
- 2014 — Интерстеллар / Interstellar
- 2014 — Годзилла / Godzilla
- 2015 — Безумный Макс: Дорога ярости / Mad Max: Fury Road
- 2019 — Годзилла 2: Король монстров / Godzilla 2: Monster King